# Ferdinand von Wahlberg
Carl Ferdinand Immanuel von Wahlberg, född 30 september 1847 i Jekaterinensjtadt, död 28 mars 1920 i Helsingfors, var en finländsk läkare och författare. 
Wahlberg, vars far var verksam som präst i Ryssland, blev student vid Kejserliga Alexanders Universitetet i Finland Helsingfors 1866, filosofie magister 1869 och medicine licentiat 1873 efter att ha disputerat med avhandlingen Bidrag till kännedomen om den septiska mykosen hos menniskan. År 1881 blev han överläkare vid Finska gardesbataljonen. Han blev överläkare vid finska militären 1895 och var generaldirektör i Medicinalstyrelsen 1902–1906. Han blev verkligt statsråd 1903 och adlad 1904 med namnet von Wahlberg. 
Med gardet deltog Wahlberg i det rysk-turkiska kriget 1877–1878, vilket han skildrade i Från en härfärd i Turkiet 1877–1878 (1878). Förutom flera arbeten på det militära området redigerade han "Finsk militär tidskrift" 1881–1882, författade flera skådespel, Det omöjliga möjligt (1881), Samhällsuppfostran (1882) och Hörnstenar (1883), berättelsen De kärleksrike (1882) och novellsamlingen Vilsekommen (1884), märkliga såsom de första uppslagen till en modern diktning i Finland. Från 1910 utgav von Wahlberg flera berättelser på tyska.

## Utmärkelser
- Sankt Annas orden, tredje klass med svärd,  1878[2]
- Kors "För korsning av Donau",  1878[2]
- Sankt Stanislausorden, tredje klass med svärd,  1878[2]
- Sankt Stanislausorden, andra klassen med svärd,  1879[2]
- Riddare av Vasaorden,  1883[2]
- Sankt Annas orden, andra klass,  1895[2]
- Sankt Vladimirs orden, fjärde klassen,  1899[2]
- Sankt Vladimirs orden, tredje klass,  1905[2]

[Redigera Wikidata]